# Christian Jon Cherry
Christian Jon Cherry (født 9. december 1972 i København) er en dansk musiker og tidligere vejr-vært på DR. Han har er søn af jazzmusikeren Don Cherry, bror til musikeren og sangeren Eagle-Eye Cherry og halvbror til sangeren Neneh Cherry.

## Karriere
I starten af 1990 til medio 90'erne var Christian Cherry programmør for det danske pop/rock band Butterfly Banquette. Bandet nåede dog aldrig succes i samme skala som Eagle-Eye Cherry og Neneh Cherry gjorde, men nåede dog at gøre sit indtog på det danske musikmarked.
Christian Cherry har på samme vis som sin bror Eagle-Eye Cherry forsøgt sig i forskellige genrer. Man har bl.a. kunnet se ham på Mammutteatret beliggende på Nørrebrogade i København, hvor han medvirkede i stykket Festen, som i 2002 havde premiere på Det Kongelige Teater. Her havde han medspillere som Jesper Langberg, Lisbet Lundquist samt Anna Pihl-skuespilleren, Charlotte Munck. Men han har også medvirket i en del andre stykker, som Ali Baba, Titanics Undergang m.m., samt forskellige opgaver inden for tv.
Christian Cherry er også skolelærer, og han underviser i fag som idræt, engelsk samt naturfag. Uddannelsen til lærer tog han på Blaagaard Statsseminarium i 2001.
Sidst i 1980'erne spillede Christian Cherry backgammon, og han endte blandt andet på en 1. plads ved Monte Carlo Cuppen i 1988.
I perioden 2015- 20 har Christian Cherry arbejdet som vejrvært hos DR.